# Edinburgh International Film Festival

Logo des Festivals

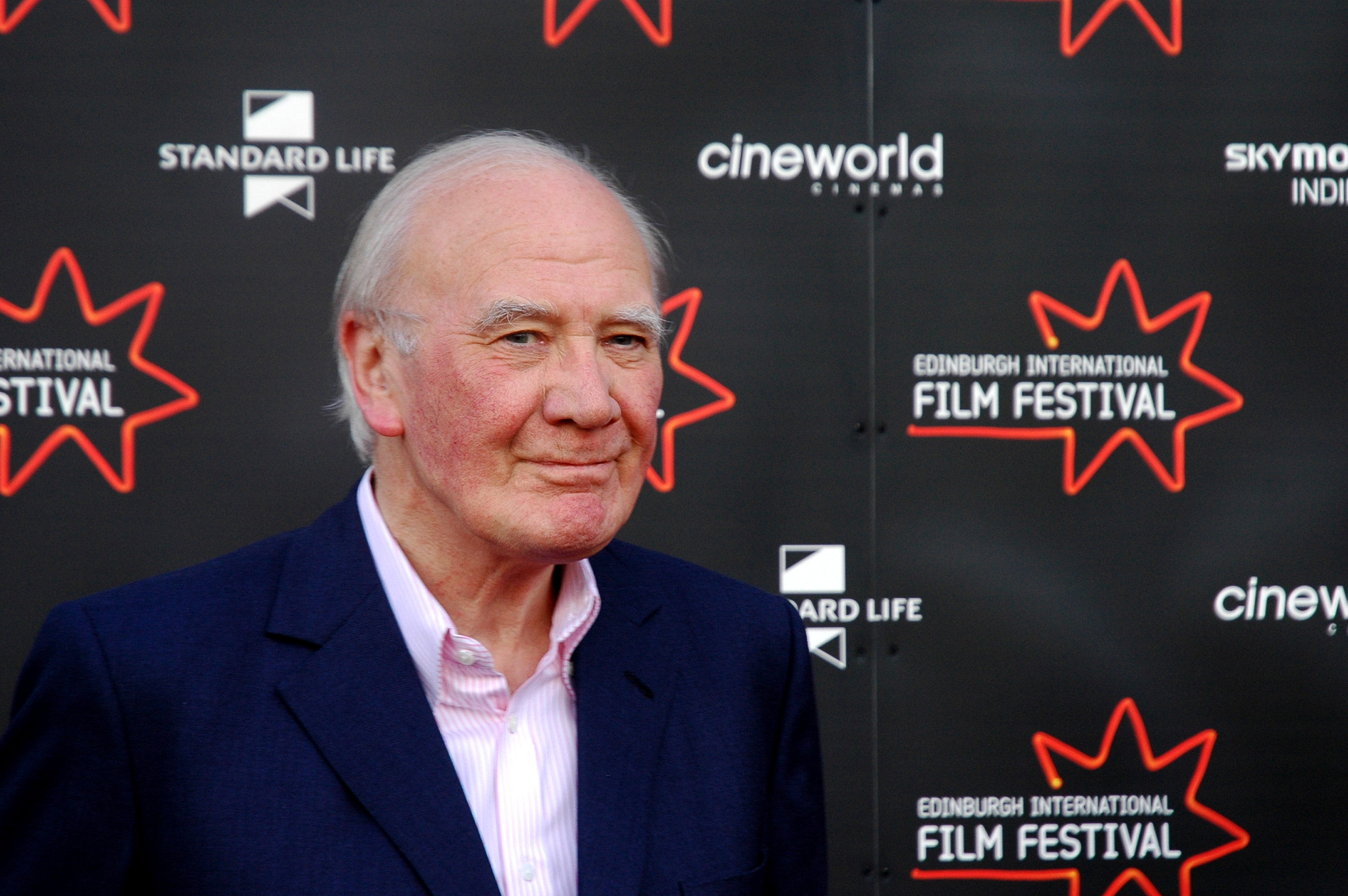
Menzies Campbell beim Edinburgh International Film Festival

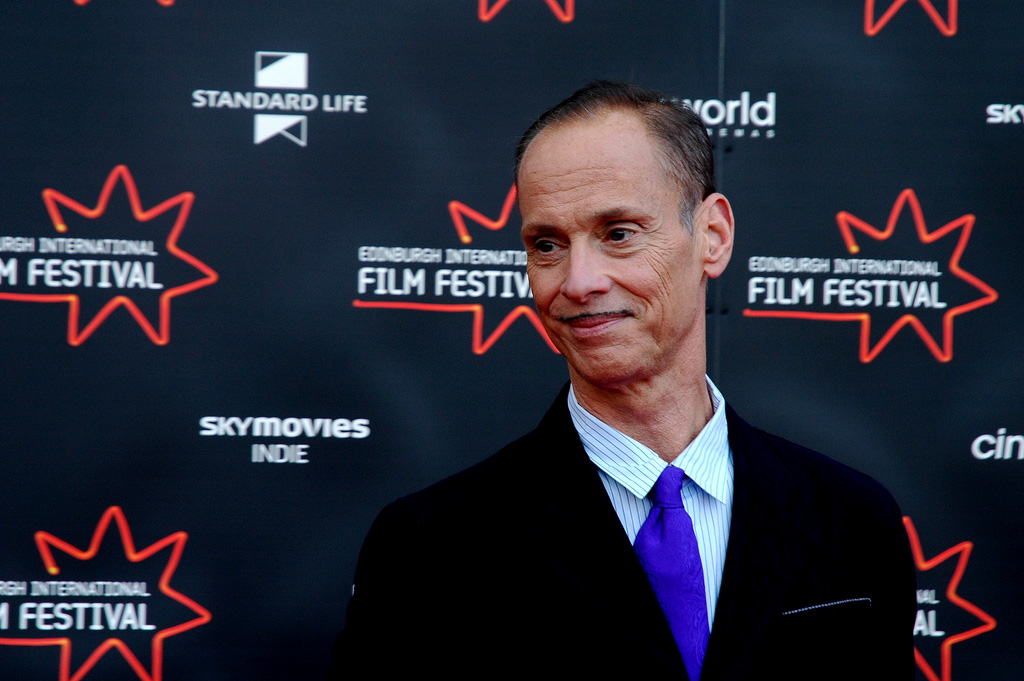
John Waters beim Edinburgh International Film Festival

Das Edinburgh International Film Festival (EIFF) ist ein jährlich stattfindendes Filmfestival in Edinburgh, auf dem im Juni über zwei Wochen hinweg Filme mit einem ergänzenden Rahmenprogramm gezeigt werden. Es wurde 1947 ins Leben gerufen und ist damit das älteste ununterbrochen stattfindende Filmfestival der Welt. Das EIFF ist auf Filmpremieren von britischen wie internationalen Filmen ausgerichtet und zeigt zugleich das Werk von Filmemachern.

## Entstehung und Bandbreite
Das erste Edinburgh International Film Festival zeigte Dokumentarfilme und wurde von der Edinburgh Film Guild organisiert. Es fand 1947 gleichzeitig mit dem Edinburgh International Festival (EIF) statt, das jedes Jahr im August stattfindet. Damals waren die wichtigsten jährlichen Filmfestivals die Internationalen Filmfestspiele von Cannes und die Internationalen Filmfestspiele von Venedig. In den folgenden Jahren wurde das Programm um Spielfilme und experimentelle Arbeiten erweitert. Heute zeigt das EIFF abendfüllende Spiel- und Dokumentarfilme wie auch Kurzfilme, Trickfilme und Musikvideos. Seit 2008 findet das Festival im Juni und nicht mehr im August statt.
Eine Jury vergibt den Michael Powell Award für den besten neuen britischen Spielfilm. Das Publikum kann seine Stimme für den Standard Life Audience Award abgeben und eine Jury verleiht den Skillset New Directors Award. Es gibt auch einige Preise, mit denen Kurzfilme prämiert werden. Bei britischen Filmen, werden nur solche gezeigt, deren Premiere auch beim Edinburgh International Film Festival stattfindet. Darüber hinaus werden auch Premieren von europäischen und anderen internationalen Filmen gezeigt.
Der künstlerische Leiter des Festivals war von September 2006 bis 2010 Hannah McGill, die zuvor Filmkritikerin und Kino-Kolumnistin für die Glasgower Zeitung The Herald war. Ihr Vorgänger war von 2002 bis 2006 der Filmkritiker Shane Danielsen.
In der Vergangenheit waren Sean Connery, Tilda Swinton, Robert Carlyle und Seamus McGarvey Schirmherren des Festivals.
Im Dezember 2009 erhielt Hannah McGill den angesehenen New Talent Award der Talkback Thames beim Women in Film and Television Awards. Nachdem Hannah McGill die künstlerische Leitung des Festivals abgab, wurde ein neues Format für das Festival eingeführt: Es gibt seither keine künstlerische Leitung mehr, sondern eine Reihe von Gast-Kuratoren unter der Leitung des Filmproduzenten James Mullighan.

## Veranstaltungsorte
Die wichtigsten Aufführungsorte des Festivals sind das Edinburgh Filmhouse, das einst der Organisationspartner des EIFF war, das Cameo, Fountainpark Cineworld, Edinburgh Festival Theatre und das Dominion Cinema. Einige Veranstaltungen fanden in den letzten Jahren im Sheraton Hotel, dem Traverse Theatre, The Caves und verschiedenen anderen Veranstaltungsorten statt. In Glasgow waren das Glasgow Film Theatre und Renfrew St Cineworld ebenfalls Aufführungsorte. Doch seit 2005 hat das Festival keine Filmaufführungen mehr in Glasgow veranstaltet.
Es gibt Vorschläge, ein neues Filmhaus in Edinburgh nach einem Entwurf des Architekten Richard Murphy zu bauen. Dies würde Sean Connery Filmhouse heißen. Es wäre in der Nähe des bereits bestehenden Filmhouse und würde mit dessen größerem Fassungsvermögen die künftige Heimstätte des Festivals sein.

## Filmkategorien und Veranstaltungsreihen
- Gala – Neue internationale, abendfüllende Spielfilmproduktionen mit einem bekannten Schauspieler oder Regisseur
- British Gala – Neue britische, abendfüllende Spielfilmproduktionen mit einem bekannten britischen Schauspieler oder Regisseur
- Rosebud – Abendfüllende Spielfilmproduktionen, die außerhalb Großbritanniens entstanden und das erste oder zweite Werk eines Regisseurs sind.
- Directors' Showcase – Hier werden Filme eines versierten Regisseurs in den Mittelpunkt gestellt.
- Night Moves – Horror- und Actionfilme – entweder Independentfilme oder Produktionen aus Ländern, deren Filme kaum weltweit gezeigt werden
- Document – Dokumentarfilme (kurze oder abendfüllende)
- Retrospective – Filme eines bedeutenden Regisseurs, die viele Menschen möglicherweise noch nicht auf der großen Leinwand gesehen haben.
- Black Box – Abstrakte oder künstlerische Filme
- Mirrorball – Musikvideos und Dokumentarfilme, die mit Musik zu tun haben.
- In Person – Live-Interviews auf dem Podium mit bedeutenden Persönlichkeiten der Filmindustrie
- Under The Radar – Filme, die ein Risiko eingehen (2008 eingeführt als Reaktion auf die Teilnahme von John Waters am Festival).